# Kampanjski ščit Narvik
Kampanjski ščit Narvik je vojaško odlikovanje Tretjega rajha, ki je bilo ustanovljeno 19. avgusta 1940.

## Značilnosti ščita
Ščit je oblikoval profesor Richard Klein iz Münchna, izdan pa je bil v dveh različicah, v zlati in srebrni. Srebrn ščit je bil podeljevan pripadnikom Heer in Luftwaffe s podlago iz blaga, ki je ustrezala barvi uniforme prejemnika, zlat pa je bil rezerviran za pripadnike Kriegsmarine in je imel le mornariško modro podlago iz blaga. Podeljen je bil vsem udeležencem bitke za Norveško pritaniško mesto Narvik, ki je potekala med 9. aprilom in 9. junijem 1940.
Ščit je izdelan iz različnih materialov v tehniki kovanja in je imel zato zadnjo stran votlo. Zgodnji primerki so bili prevlečeni z aluminijem ali jeklom, večina pa je bila izdelana iz cinka. Ščit je bil oblikovan v obliki srednjeveškega ščita in je na dnu zašiljen, na vrhu pa ima tri stopničasto krajšane črte, na katerih sedi orel, ki gleda na levo, v krempljih pa drži venec s svastiko. Pod orlom na ščitu je s tiskanimi črkami napisano NARVIK, pod napisom je črta, v osrednjem delu ščita pa je v levem kotu številka 19, v sredini planika ter na desni številka 40. Pod planiko sta prekrižana sidro in dvokraki propeler. Ti trije simboli predstavljajo vse tri veje oboroženih sil Tretjega rajha, ki so sodelovale pri zasedbi Norveške.
Leta 1957 so denacificirali ščit, ki je imel poslej enak ustroj, le da na vrhu ni imel orla s svastiko, sprejeli pa so tudi sklep, da smejo podčastniki in vojaki poslej nosijo ščit tudi na slavnostnih uniformah in belih srajcah.

## Število podeljenih ščitov
Adolf Hitler je prvi ščit podelil generalpolkovniku Eduardu Dietlu 21. marca 1941, skupaj pa je bilo podeljenih 8.577 ščitov: 2.755 med pripadnike vojske, 2.161 med pripadnike Luftwaffe in 3.661 med pripadnike Kriegsmarine. Bolj natančno pa je bilo podeljeno:
- Heer:

- 2. Gebirgs-Division - 206
- 3. Gebirgs-Division - 2.338
- ostali - 59
- posmrtno - 152

- Luftwaffe:

- Letalske ekipe - 1.309
- Padalci - 756
- posmrtno - 96

- Kriegsmarine:

- Mornarji na rušilcih - 2.672
- ostali - 115
- posmrtno - 410

- Trgovska mornarica:

- pripadniki - 442
- posmrtno - 22

## Podeljevanje in nošenje
Vsak prejemnik tega odlikovanja je prejel tri ščite, z dokazilom pa je lahko dokupil dodatne ščite.
Mornarica je z ukazom MV 40, No 674, z dne 12. september 1940, določila način nošenja tega ščita. Po tem ukazu se je ščit nosil na zgornjem delu levega rokava plaščev, vetrovk in jopičev ter na istem mestu na bojnih srajcah in uniformah. Do malo pred koncem vojne je bilo prepovedano nošenje tega ščita na paradnih uniformah in belih srajcah. Z ukazom MV 41, No. 60 z datumom 30. januar 1941 je bilo določeno, da vojaki in podčastniki ščit nosijo nad vojaškim činom. Kadar je pripadnik prejel še kakšen drug ščit, je moral le-tega nositi 5 mm pod prvim.